# Federação Paulista de Balonismo
A Federação Paulista de Balonismo (FPB) é uma entidade regulamentadora da prática esportiva do balonismo, no estado de São Paulo, e foi fundada em 21 de dezembro de 2006.

## Campeonato Paulista de Balonismo
Ano, Edição, Local e Vencedor
- 1994 - 1.º Campeonato - foi em Piracicaba, São Paulo – Rui Kalousdian
- 1995 - 2.º Campeonato - foi em Piracicaba, São Paulo – Sacha Haim
- 1996 - 3.º Campeonato - foi em Piracicaba, São Paulo – Fábio Passos
- 1997 - 4.º Campeonato - foi em Piracicaba, São Paulo Aquilino Gimenes
- 2000 - 5.º Campeonato - foi em Pindamonhangaba, São Paulo – Rubens Kalousdian[2]
- 2007 - 6.º Campeonato - foi em São Carlos, São Paulo – Rubens Kalousdian[3][4]
- 2010 - 7.º Campeonato - foi em Jacareí, São Paulo – George Ary
- 2011 - 8.º Campeonato - foi em Jacareí, São Paulo – George Ary
- 2012 - 9.º Campeonato - foi em Jacareí, São Paulo – Rubens Kalousdian
- 2013 - 10.º Campeonato - foi em Ribeirão Preto, São Paulo – Marcos Paulo
- 2015 - 11.º Campeonato - foi em Jacareí , São Paulo – Warley Macedo[5]
- 2019 - 12.º Campeonato - foi em Iperó , São Paulo – Fabinho Paschoalino[6]
- 2024 - 13.º Campeonato - foi em São Carlos, São Paulo - Fabinho Pascoalino[7][8]